# Man, Myth and Magic (gioco di ruolo)
Man, Myth & Magic è un gioco di ruolo pubblicato nel 1982 dalla Yaquinto Publications ed ambientato in una versione alternativa dell'era antica, in particolare l'Impero Romano del I secolo a.C., che enfatizza gli elementi magici e mitici.

## Descrizione
Il gioco venne pubblicato in una confezione in scatola contenente tre manuali, Book I: Basic Rules di 24 pagine, Book II: The Advanced Rules di 40 pagine e Book III: The Adventure Book di 52 pagine, una raccolta di cinque avventure collegate una all'altra. Completano la confezione delle mappe, un blocco di cinquanta schede personaggio e un paio di dadi percentuali.
Il Basic Rules introduce le regole base e quelle di combattimento mediante un semplice scenario in cui i personaggi sono tutti gladiatori in addestramento. L'Advanced Rules contiene le regole di generazione del personaggio, quelle di combattimento e un sistema magico. La razza e professione dei personaggi viene determinata casualmente, quindi non è improbabile avere nello stesso gruppo un prete ebreo, un farmacista britannico e un guerriero britannico.
Il gioco assume che ogni personaggio al termine di un'avventura sia rigenerato "reincarnandosi" con una nuova razza e professione, conservando solo le sue caratteristiche base (che sono però modificate dalla nuova razza e professione), ma perdendo, le proprietà, oro e oggetti acquisite e guadagnandone di nuove. Il sistema magico è basato sull'uso di punti poteri e prevede incantesimi reminiscenti di quelli di Dungeons & Dragons.
Il manuale delle avventure comprende un primo scenario collegato a quello del libro base in cui i giocatori devono uccidere un'avvelenatrice che vive vicino alla scuola di gladiatori e un'avventura in quattro parti in cui i personaggi vengono inviati prima in Britania e quindi in Irlanda indagando su alcuni strani fenomeni. L'avventura prosegue nei moduli pubblicati successivamente.
L'edizione italiana è stata pubblicata in occasione di Lucca Comics & Games 2015 da GG Studio, con copertina di Paolo Barbieri. La scatola contiene anche il materiale celebrativo per il ventennale delle Ruolimpiadi, torneo di gioco di ruolo lucchese.

## Pubblicazioni
Fonte:
- Herbert Brennan (1982). Man, Myth & Magic (set in scatola con tre manuali Book 1 - Basic Rules Book, Book 2 - Advanced Rules Book e Book 3 - The Adventures Book che furono anche pubblicati separatamente.
- Herbert Brennan (1982). Adventure 1, Episode 5 - Death to Setanta
- Herbert Brennan (1982). Adventure 1, Episode 6 - Kingdom of the Sidhe
- Herbert Brennan (1982). Adventure 1, Episode 7 - Newgrange Reactivated
- Herbert Brennan (1982). Adventure 1, Episode 8 - Glastonbury Labyrinth
- Herbert Brennan (1982). Adventure 1, Episode 9 - Ascent to Hell
- Herbert Brennan (1982). Adventure 2 - The Egyptian Trilogy. Avventura in tre parti ambientata nell'antico Egitto sotto il regno del faraone Akhenaton. Contiene nuove classi personaggi, regole per i carri da guerra, nuovi oggetti magici, armi, armature e veleni.
- Herbert Brennan (1983). Adventure 3 - Werewolf of Europe.